# Nucleus (Anekdoten)
Nucleus è il secondo album in studio del gruppo rock svedese Anekdoten, pubblicato nel 1995.

## Tracce
1. Nucleus – 5:09
2. Harvest – 6:50
3. Book of Hours – 9:57
4. Raft/Rubankh – 4:06
5. Here – 7:24
6. This Far from the Sky – 8:37
7. In Freedom – 6:24

## Formazione

### Gruppo
- Nicklas Berg  – chitarra, voce, organo a rullo, clavinet, mellotron, Fender Rhodes
- Anna Sofi Dahlberg – violoncello, mellotron, voce
- Jan Erik Liljeström – basso, voce
- Peter Nordins – percussioni

### Ospiti
- Helena Källander – violino
- Tommy Andersson – Fender Rhodes (2)